# Sasuke Nakao
Pour les articles homonymes, voir Nakao.
Sasuke Nakao (中尾佐助, Nakao Sasuke), né le 12 août 1916 à Toyokawa et mort le 22 novembre 1993 à Kyoto, est un botaniste et ethnobotaniste japonais.

## Biographie
Titulaire d'un doctorat en agronomie de l'université de Kyoto, Sasuke Nakao a été professeur à l'université préfectorale d'Osaka puis à l'université de Kagoshima. Il s'est durant sa carrière spécialisé dans l'étude de l'apparition de l'agriculture en Asie (il a exploré la région himalayenne, le nord de l'Inde, la Mongolie, la Corée, la Chine, la Micronésie...) qu'il tente également de lier avec le développement des cultures asiatiques. Ses travaux le conduisirent à postuler un lien entre l'origine de l'agriculture au Japon et en Asie de l'Est. Il a également étudié la flore de l'Himalaya et les laurisylves, dont les cultures locales se retrouvent par certains aspects au Japon.

## Ouvrages
- 秘境ブータン (« Le Bhoutan inexploré »), Mainichi, 1959
- ヒマラヤの花 (« Fleurs himalayennes »), Mainichi, 1964
- 栽培植物と農耕の起源 (« L'origine de la cultivation des plantes et de l'agriculture »), Iwanami Shinsho, 1966
- アジア文化探検 (« Une exploration de la culture asiatique »), Kōdansha, 1968
- ニジェールからナイルへ 農業起源の旅 (« Voyage aux origines de l'agriculture du Niger au Nil »), Kōdansha, 1969
- 料理の起源 (« L'origine de la cuisine »), NHK, 1972
- 栽培植物の世界 (« Le Monde des plantes cultivées »), Chūōkōron Shinsha, 1976
- 現代文明ふたつの源流 照葉樹林文化・硬葉樹林文化, (« Origine de deux cultures contemporaines, la culture des forêts laurisylves et la culture des forêts sclérophylles »), Asahi Sensho, 1978
- 花と木の文化史 (« Une histoire culturelle des fleurs et des arbres »), Iwanami Shinsho, 1988. Prix Mainichi de la culture dans le domaine des sciences en 1987.
- 分類の発想：思考のルールをつくる (« Formalisation des idées : à propos des lois de la pensée »), Asahi Sensho, 1990
- 中尾佐助著作集 (Anthologie Nakao Sasuke), six volumes, presses de l'université de Hokkaidō, 2004-2006

## Sources
- (ja) « 中尾佐助 », 「講談社　日本人名大辞典」, 2009 [lire en ligne] (« Nakao Sasuke », Dictionnaire biographique Kōdansha du Japon, version en ligne sur kotobank.jp)
- (en) Gary W. Crawford, « Prehistoric Plant Domestication in East Asia », dans Origins of Agriculture: An International Perspective, University of Alabama Press, 2008, p. 17-18  (ISBN 9780817353490)